# Rapsomaníki
Rapsomaníki är en ort i Grekland.   Den ligger i prefekturen Nomós Imathías och regionen Mellersta Makedonien, i den norra delen av landet, 300 km norr om huvudstaden Aten. Rapsomaníki ligger 15 meter över havet och antalet invånare är 227.
Terrängen runt Rapsomaníki är huvudsakligen platt, men söderut är den kuperad. Terrängen runt Rapsomaníki sluttar norrut. Runt Rapsomaníki är det ganska tätbefolkat, med 83 invånare per kvadratkilometer. Närmaste större samhälle är Véroia, 13,0 km väster om Rapsomaníki. Trakten runt Rapsomaníki består till största delen av jordbruksmark.